# Temporada 1971-72 de los New York Knicks
La temporada 1971-72 fue la vigésimo sexta de los New York Knicks en la NBA. La temporada regular acabó con 48 victorias y 34 derrotas, ocupando el tercer puesto de la conferencia, clasificándose para los playoffs, en los que cayeron en las Finales de la NBA ante Los Angeles Lakers.

## Elecciones en elDraft
| Ronda | Puesto | Jugador           | Posición | Nacionalidad   | Universidad   |
| ----- | ------ | ----------------- | -------- | -------------- | ------------- |
| 1     | 16     | Dean Meminger     | Base     | Estados Unidos | Marquette     |
| 2     | 34     | Gregg Northington | Pívot    | Estados Unidos | Alabama State |
| 3     | 50     | Ken Mayfield      | Escolta  | Estados Unidos | Tuskegee*     |

## Temporada regular
| División Atlántico | División Atlántico | División Atlántico | División Atlántico | División Atlántico | División Atlántico | División Atlántico | División Atlántico | División Atlántico |
| Equipo             | G                  | P                  | %                  | PD                 | Casa               | Fuera              | Neutral            | Div                |
| ------------------ | ------------------ | ------------------ | ------------------ | ------------------ | ------------------ | ------------------ | ------------------ | ------------------ |
| y-Boston Celtics   | 56                 | 26                 | .683               | –                  | 32–9               | 21–16              | 3–1                | 15–3               |
| x-New York Knicks  | 48                 | 34                 | .585               | 8                  | 27–14              | 20–19              | 1–1                | 11–7               |
| Philadelphia 76ers | 30                 | 52                 | .366               | 26                 | 14–23              | 14–26              | 2–3                | 6–12               |
| Buffalo Braves     | 22                 | 60                 | .268               | 34                 | 13–27              | 8–31               | 1–2                | 4–14               |

## Playoffs

### Semifinales de Conferencia
Baltimore Bullets vs. New York Knicks 
| Fecha       | Partido                                    | Ciudad     |
| ----------- | ------------------------------------------ | ---------- |
| 31 de marzo | Baltimore Bullets 108, New York Knicks 105 | Baltimore  |
| 2 de abril  | New York Knicks 110, Baltimore Bullets 88  | Nueva York |
| 4 de abril  | Baltimore Bullets 104, New York Knicks 103 | Baltimore  |
| 6 de abril  | New York Knicks 104, Baltimore Bullets 98  | Nueva York |
| 9 de abril  | Baltimore Bullets 82, New York Knicks 106  | Baltimore  |
| 11 de abril | New York Knicks 107, Baltimore Bullets 101 | Nueva York |
|             | New York Knicks gana las series 4-2        |            |

### Finales de Conferencia
Boston Celtics vs. New York Knicks 
| Fecha       | Partido                                 | Ciudad     |
| ----------- | --------------------------------------- | ---------- |
| 13 de abril | Boston Celtics 94, New York Knicks 116  | Boston     |
| 16 de abril | New York Knicks 106, Boston Celtics 105 | Nueva York |
| 19 de abril | Boston Celtics 115, New York Knicks 109 | Boston     |
| 21 de abril | New York Knicks 116, Boston Celtics 98  | Nueva York |
| 23 de abril | Boston Celtics 103, New York Knicks 111 | Boston     |
|             | New York Knicks gana las series 4-1     |            |

### Finales de la NBA
Los Angeles Lakers vs. New York Knicks
| Fecha       | Partido                                     | Ciudad      |
| ----------- | ------------------------------------------- | ----------- |
| 26 de abril | Los Angeles Lakers 92, New York Knicks 114  | Los Ángeles |
| 30 de abril | Los Angeles Lakers 106, New York Knicks 92  | Los Ángeles |
| 3 de mayo   | New York Knicks 96, Los Angeles Lakers 107  | Nueva York  |
| 5 de mayo   | New York Knicks 111, Los Angeles Lakers 116 | Nueva York  |
| 7 de mayo   | Los Angeles Lakers 114, New York Knicks 100 | Los Ángeles |
|             | Los Angeles Lakers gana las finales 4-1     |             |

## Estadísticas
| Rk | Jugador          | Edad | P  | PT | MP   | TC  | TCI  | %TC  | TL  | TLI | %TL  | RB   | AS  | FP  | PTS  |
| -- | ---------------- | ---- | -- | -- | ---- | --- | ---- | ---- | --- | --- | ---- | ---- | --- | --- | ---- |
| 1  | Walt Frazier     | 26   | 77 |    | 40.6 | 8.7 | 17.0 | .512 | 5.8 | 7.2 | .808 | 6.7  | 5.8 | 2.4 | 23.2 |
| 2  | Dave DeBusschere | 31   | 80 |    | 38.4 | 6.5 | 15.2 | .427 | 2.4 | 3.3 | .728 | 11.3 | 3.6 | 2.7 | 15.4 |
| 3  | Jerry Lucas      | 31   | 77 |    | 38.0 | 7.1 | 13.8 | .512 | 2.6 | 3.2 | .791 | 13.1 | 4.1 | 2.8 | 16.7 |
| 4  | Bill Bradley     | 28   | 78 |    | 35.6 | 6.5 | 13.9 | .465 | 2.2 | 2.6 | .849 | 3.2  | 4.0 | 3.3 | 15.1 |
| 5  | Willis Reed      | 29   | 11 |    | 33.0 | 5.5 | 12.5 | .438 | 2.5 | 3.5 | .692 | 8.7  | 2.0 | 2.7 | 13.4 |
| 6  | Dick Barnett     | 35   | 79 |    | 28.6 | 5.1 | 11.6 | .437 | 2.1 | 2.7 | .753 | 1.9  | 2.5 | 2.9 | 12.2 |
| 7  | Earl Monroe      | 27   | 60 |    | 20.6 | 4.4 | 10.0 | .436 | 2.7 | 3.4 | .786 | 1.5  | 2.2 | 2.2 | 11.4 |
| 8  | Dave Stallworth  | 30   | 14 |    | 16.1 | 2.4 | 6.3  | .375 | 2.1 | 2.5 | .829 | 2.5  | 1.8 | 2.2 | 6.8  |
| 9  | Phil Jackson     | 26   | 80 |    | 15.9 | 2.6 | 5.8  | .440 | 2.1 | 2.9 | .732 | 4.1  | 0.9 | 2.8 | 7.2  |
| 10 | Dean Meminger    | 23   | 78 |    | 15.0 | 1.8 | 3.8  | .474 | 1.0 | 1.8 | .564 | 2.4  | 1.3 | 1.8 | 4.6  |
| 11 | Luther Rackley   | 25   | 62 |    | 10.0 | 1.5 | 3.5  | .428 | 0.8 | 1.4 | .583 | 3.0  | 0.3 | 1.7 | 3.8  |
| 12 | Mike Riordan     | 26   | 4  |    | 8.3  | 1.0 | 2.8  | .364 | 0.0 | 0.3 | .000 | 0.3  | 0.5 | 0.5 | 2.0  |
| 13 | Eddie Mast       | 23   | 40 |    | 6.8  | 1.0 | 2.8  | .348 | 0.6 | 1.0 | .610 | 1.8  | 0.3 | 1.0 | 2.6  |
| 14 | Mike Price       | 23   | 6  |    | 6.7  | 0.8 | 2.3  | .357 | 1.5 | 1.8 | .818 | 1.0  | 1.0 | 1.7 | 3.2  |
| 15 | Greg Fillmore    | 24   | 10 |    | 6.7  | 0.7 | 2.7  | .259 | 0.1 | 0.3 | .333 | 1.5  | 0.3 | 1.7 | 1.5  |
| 16 | Charlie Paulk    | 25   | 28 |    | 5.4  | 0.6 | 2.1  | .267 | 0.3 | 0.4 | .667 | 1.8  | 0.3 | 0.9 | 1.4  |
| 17 | Eddie Miles      | 31   | 42 |    | 4.7  | 0.5 | 1.5  | .359 | 0.4 | 0.4 | .889 | 0.4  | 0.4 | 1.1 | 1.5  |

## Galardones y récords
| Jugador          | Galardón                                                             |
| Walt Frazier     | Mejor quinteto de la NBA Mejor quinteto defensivo de la NBA All-Star |
| Dave DeBusschere | Mejor quinteto defensivo de la NBA All-Star                          |